# Зариф, Салима Хановна
Салима́ Ха́новна Зари́ф (род. 7 марта 1984, Ленинград) — российская журналистка и телеведущая.

## Биография
Мать — русская, отец — афганец (тётя проживает в Кандагаре, дядя в Германии).
В 2006 году окончила факультет журналистики Санкт-Петербургского государственного университета.
На телевидении начала работать ещё будучи на третьем курсе. На протяжении пяти лет была ведущей и корреспондентом на телеканале ГТРК «Санкт-Петербург». В 2008 году стала ведущей программы «Вести» на канале «Россия». Первоначально выходила в эфир на Дальний Восток, Сибирь и Урал с 3:00 до 10:00 по Москве; на российском информационном канале «Вести» в 03:00 и 05:00, по субботам в 8:00 на Европейскую часть России поочерёдно с Олегом Тонконогом, Игорем Каменским и Верой Серебровской.
С августа 2009 по 2011 год являлась ведущей ночной информационной программы «Вести+», сменив Елену Выходцеву. В 2010—2011 годах также выпуски в паре с Эрнестом Мацкявичюсом, Александром Голубевым и Игорем Кожевиным. В 2012 и с 2013 по 2014 год вела выпуски в 20:00 в паре с Андреем Кондрашовым. С 16 июня 2014 года по август 2015 года находилась в декретном отпуске.
С августа 2015 года — заведующая бюро программы «Вести» в Санкт-Петербурге.

## Личная жизнь
Хобби — велосипедные прогулки, водные походы, чтение.
Обладатель специального приза «За вклад в развитие информационной тележурналистики» в конкурсе «СеЗаМ-2005». Автор документального фильма «Под чадрой», повествующего о жизни женщин Афганистана (финалист конкурса «Золотое перо-2006»).
В 2012 и 2013 годах входила в состав жюри XX Юбилейного и XXI всероссийского фестиваля «Российская студенческая весна».

## Награды
- Медаль ордена «За заслуги перед Отечеством» II степени (10 сентября 2021 года) — за большой вклад в развитие средств массовой информации и многолетнюю плодотворную работу[9].

## Санкции
Включена Украиной в санкционный список за позицию по войне в Донбассе и присоединению Крыма к России.